# Hofanlage Höfeweg 23
Die Hofanlage Höfeweg 23 im niedersächsischen Elsfleth-Butteldorf im Landkreis Wesermarsch stammt aus dem 19. Jahrhundert.

Aktuell (2023) wird sie als Wohnhaus genutzt.
Das Gebäude steht unter Denkmalschutz (siehe auch Liste der Baudenkmale in Butteldorf).

## Beschreibung und Geschichte
Die Marschhufensiedlung Moorriem mit der südwestlichen Bauerschaft Butteldorf erstreckt sich über etwa 16 Kilometer, wurde nach 1062 gegründet und erhielt im 14. Jahrhundert die heutige Struktur mit den schmalen, oft extrem langgestreckten Parzellen. Im Abstand von ca. 50 bis 100 Metern liegen zahlreiche Hofstellen auf Wurten.
Die Hofanlage auf einer Wurt mit markantem alten Baumbestand und langer Zufahrt besteht aus:
- dem eingeschossigen giebelständigen Wohn- und Wirtschaftsgebäude aus der zweiten Hälfte des 19. Jahrhunderts als Zweiständer-Hallenhaus in Unterrähmgefüge und Backstein, mit reetgedecktem Krüppelwalmdach, Niedersachsengiebeln mit Uhlenloch, der Grooten Door mit Korbbogen; das Haus wurde um 1910 erneuert,[1]
- dem hinteren Bauerngarten
- sowie weiteren nicht denkmalgeschützten Nebenanlagen.

Das Landesdenkmalamt befand: „… geschichtliche Bedeutung … als beispielhaftes Hallenhaus aus der 2. Hälfte des 19. Jhs. …“